# Dhusel
Dhusel o Ghusel es un pueblo ubicado en el distrito de Lalitpur, Nepal.

## Superficie
Cuenta con una superficie de 10,8 kilómetros cuadrados.

## Demografía
Hasta 2015 la población era de 1784 habitantes, con una densidad de población de 165,1 habitantes por kilómetro cuadrado. Con una población masculina y femenina de 881 (49,4%) y 903 (50,6%) respectivamente.
| Gráfica de evolución demográfica de Dhusel entre 1975 y 2015 |
|                                                              |
| Datos según el Centro Común de Investigación.                |